# 交響曲第1番 (佐村河内守)
『交響曲第1番』（HIROSHIMA）は、日本の交響曲および同名の著書（2007年出版）。交響曲は2008年に佐村河内守名義で初演された。
一連の「ゴーストライター問題」では、2003年に佐村河内が企画を提示し、作曲家の新垣隆がモチーフの作曲から構成、オーケストレーションまでを担当した交響曲である。
なお、新垣隆は、2014年2月6日の記者会見において、当作品を含む佐村河内守名義の代作について著作権を放棄する意思を表明している。

## 作曲の経緯
2003年に、作曲家の新垣隆が、佐村河内守から「曲の構成や楽器の編成、曲調のイメージを伝え、作曲をしてもらう形で」依頼を受け作曲した。佐村河内から新垣への作曲依頼時には、A4の紙一枚に音楽的な指示（メロディーのフラグメント、音列、和声、リズム、テンポ、楽器法など）は一切ない情緒的なイメージをのみを佐村河内の妻の字で書き込んだもの（指示書）が渡された。指示書にはイメージする作曲家として、楽曲の各部分にそれぞれ、「祈り」の部分には中世ポリフォニック確立前の音楽や、ビクトリアの「レクイエム」、バードのミサ曲、グレゴリオ聖歌が、「啓示」の部分にはバッハの「4声コラール集」と「ヨハネ受難曲」、「受難」の部分にはモーツァルトの「レクイエム」、オルフの「カルミナ・ブラーナ」、ペンデュラム（振り子の意味で、音楽では動機として用いられる）、「混沌」の部分には「特にあてはまる例無し」、その他ペンデレツキなどと、作曲家名や作品が指定されていた。なお、依頼から作品の完成における副題は『現代典礼』とされており、作曲にあたって「広島の原爆投下」は両者に全く意識されていない。後述の2010年の全曲初演時に、副題が『HIROSHIMA』とされた。
佐村河内の自伝では、2000年までに12曲の交響曲を作曲していたが、これらを全て破棄し、全聾以降あえて一から交響曲を制作する事を企図したとされている。この『HIROSHIMA』は、17歳の時に最初に構想した『交響曲第1番』に基き、「原爆投下後の20分間の広島を表現した」としていた。
新垣は、週刊文春に寄せた手記の中で、この曲には『ウルトラマン』や『スター・ウォーズ』、『宇宙戦艦ヤマト』の要素をちりばめたと告白している。その理由は、それらの要素をいれると佐村河内が「いいね」と絶賛したからだという。

## 初演
第1楽章、第3楽章のみの初演は2008年9月1日に広島厚生年金会館において、「G8議長サミット記念コンサート〜広島のメッセージを世界に」の枠内で、秋山和慶指揮、広島交響楽団により行われた。その後第1楽章・第3楽章のみの改訂版初演が2010年4月4日に東京芸術劇場において、大友直人指揮、東京交響楽団によって行われた。作曲家の吉松隆がこの東京初演を日本コロムビアの関係者に紹介したことが後のCD化の契機となった。全曲初演は2010年8月14日、京都コンサートホールにおいて、秋山和慶指揮、京都市交響楽団により行われた。

## 反響
2008年、G8議長サミット記念コンサートという名目で、1・3楽章のみが広島で初演された。この作品での貢献により佐村河内守が広島市民表彰（広島市民賞）受賞。
2009年、芥川作曲賞の選考の際に、審査員の一人、三枝成彰がこの曲を推薦したが、受賞は果たせなかった。
2010年4月、東京で1・3楽章のみが初演された。作曲家の吉松隆が、日本コロムビアの岡野博行に「面白い作曲家がいるよ」と紹介した。吉松は「その時は『ようやく同時代に嫉妬できる作曲家が出て来た』と喜んだ（そして、そのセリフを宣伝に使わせて下さいと言われたので応じた）のだが、それは本音。映画音楽みたいと言われようが何だろうが一般の聴衆を1時間以上釘付けにする純オーケストラ作品が生まれたのだ」と回顧している。
2011年7月20日に大友直人指揮の東京交響楽団によるCDが日本コロムビアより発売。
2012年11月9日に放送されたNHK『情報LIVE ただイマ!』"日本が涙！耳聞こえぬ作曲家・奇跡の旋律"で佐村河内が紹介された後、2012年12月3日付オリコン週間アルバムチャートで推定売上枚数約1.9万枚を記録し、11月26日付の100位圏外から9位に浮上する躍進を果たした。なお11月22日付のデイリーチャートでは2位を獲得した。このような人気の曲のためか日本コロムビアに対し注文が殺到していた。
2013年3月31日のNHKスペシャル『魂の旋律〜音を失った作曲家〜』の放送後、2013年4月15日付週間総合アルバムチャートではFUNKY MONKEY BABYS『ファンキーモンキーベイビーズLAST BEST』に次ぐ2位を獲得した。出荷枚数が10万枚を超え、日本レコード協会からゴールドディスク認定を受けた。

## 全国ツアー開始から発覚後の動き
2013年6月15日、大阪のザ・シンフォニーホールにおいて、演奏会全国ツアー開始。2014年まで全国30ヵ所において順次開催され、指揮者は一部を除いて金聖響が担当し、全国各地の12のオーケストラが演奏する。2013年は熊本、東京、神戸、横浜、広島、岡山で公演をした。
2013年8月17日-8月25日、「交響曲第1番《HIROSHIMA》の世界展」が、東京ミッドタウンで開催された。
2014年2月当時、CDの出荷枚数は累計18万枚。
2014年2月5日、平成8年以降の佐村河内守名義の作品を別の作曲家が手がけていたことが代理人を通じて公表されたのに伴い、日本コロムビアは、この作品のCDの出荷およびネット配信を停止すると発表した。
2014年2月5日、全国ツアー主催者のサモンプロモーションは以降の公演（残14回）の中止とチケット代金払戻しを発表した。
2014年2月6日、広島市は2008年に授与した広島市民賞の取り消しを決定した。
2014年2月8日、日本レコード協会が、日本コロムビアから認定辞退の申し入れがあったとして、本作品のCDのゴールドディスク認定を取り消したと発表した。
一方、エストニア国立交響楽団の2014-15シーズンの最終コンサートとして、2015年5月14日にリヒャルト・シュトラウスやセルゲイ・プロコフィエフの作品とともにネーメ・ヤルヴィの指揮により演奏される事が2014年に発表され、作曲者は "Mamoru Samuragochi ? / Takashi Niigaki ?" とクレジットされていたが、直前になってこの交響曲はプログラムから外れ、指揮者もニコライ・アレクセーエフに変更となった。
2014年12月18日、この曲のブームを利用し、全国ツアーのメイン指揮者金聖響が寸借詐欺まがいの行為を繰り返していたことが週刊文春の続報として報道された。
2015年6月3日、新垣隆の反省自伝本であり初著書となる『音楽という〈真実〉』（小学館）が17日に出版されることが報じられた。
2016年6月4日、森達也監督のドキュメンタリー映画『FAKE』が公開された（2015年5月7日制作発表）。佐村河内本人インタビューをはじめとして関係者への取材も行われた。森は、佐村河内や新垣の見方や関係がひっくり返るかもしれないと話しているという。

## 作品の評価
- 指揮者の金聖響は「フィナーレに達するまでのこの曲は、まさしく作曲家ご自身が経験されてきた苦悩や絶望の70分間だと思います。美しくも力強い協和音的絶対音楽のなかに、深いドラマが存在する作品として、異常なほどの力を感じております。演奏者に求められる技術と体力は相当なもので、指揮者として、奏でられる音楽とペース配分、そのバランスに毎回試行錯誤しながら、大きな建造物を構築することに全身全霊で挑んでいます。来場者の皆様へはこの大曲がもつ“巨大なエネルギー”と“希望の光”を感じて頂けるよう誠心誠意、体現していきたいと思います。」[34]と絶賛していた。
- 作曲家の三枝成彰は「私がめざす音楽と共通するところを感じる」と評価して、自身が審査員をつとめる芥川作曲賞に推薦した[35]。
- 作曲家の吉松隆は「すべての聴き手を巻き込む魅力に富むと同時に見事に設計された傑作だと確信する」と賞賛した[36]。また、その後コロムビアよりサンプル盤とスコアを入手した際、「現代音楽…という脈絡では（私同様）まったく評価され得ない作風だが（…辛らつな批評家なら『ここはチャイコフスキー』『ここはマーラー』と全編にわたる模倣の痕跡をピックアップすることだろう）」と指摘はしつつも、「とにかく徹頭徹尾まじめで正攻法な（そして宗教的な真摯さを持った）ロマン的情熱の発露と、終始一貫した情念の持続力は、聴くものの襟を正さずにはおかない」とコメントしている[37]。代作の発覚後も「『誰もが初めて聴く』しかも『オーケストラだけ』の音楽が『歌も映像も何もなく』1時間もの間延々と流れるのを、ホールを埋めた聴衆は（少なくとも）飽きることなくずっと耳を傾け、曲が終わると同時に万雷の拍手を浴びせていたのである。これは（実を言うと）現代の新作オーケストラとしては希な事態であり、これだけでも充分『事件』だった」と一定の評価をしている[38]。
- 音楽評論家の許光俊は、2007年11月に「世界で一番苦しみに満ちた交響曲」と評し、「これに比べれば、ショスタコーヴィチですら軽く感じられるかもしれない」と述べている[39]。なお、許は2014年6月に「佐村河内に騙された。それも十年以上にわたって騙された」と記している[40]。
- 音楽プロデューサーの岡野博行は「3管の大編成でありながら、全ての楽器が完璧に聞こえる精緻なオーケストレーション。そして何よりも、作曲者の心の叫びが、痛切に響いてくる」と述べている[41]。週刊文春の記事を書いた神山典士は、日本コロムビアへの取材では「担当者・岡野博行は『佐村河内さんが言うことを信じてあげようと思います』として、取り合おうとしなかった」と記している[42]。
- 音楽学者、作曲家、指揮者の野口剛夫は、ゴーストライター問題が発覚する前に「調性音楽ならではの美しさに基づいた直接的な感情の吐露には人を惹きつける魅力があると思う。しかし、中世ルネサンスからマーラー、ショスタコービッチまでの過去の巨匠たちの作品を思わせる様な響きが随所に表われるのには興ざめするし、終始どこか作り物、借り物の感じがつきまとっている」「手法にユニークな点があるとするならば、それは交響曲の世界に感傷的なムード音楽を接ぎ木することだったのだ。あるいは、ムード音楽的な感性で交響曲を書いた」「誇り高いアカデミストたちが思いつかなかった、交響曲とムード音楽の融合を、『コロンブスの卵』のように、いともあっさりとやってのけたのではないか」と論評した[43]。
- 2014年5月14日、エストニア国立交響楽団が2014年-2015年シーズンの最終公演でネーメ・ヤルヴィの指揮により演奏することを発表した際、ヤルヴィはこの曲について「日本の作曲家によって書かれた悲劇的な作品だが、美とオーケストラに関する優れた知識と重厚さを兼ね備えたマーラーの作品に似た非常にヨーロッパ的なスタイルである」と評した[29]。

## 編成
- フルート3（3番奏者はピッコロ持ち替え）
- オーボエ3（3番奏者はイングリッシュ・ホルン持ち替え）
- クラリネット3（1番奏者はEs管持ち替え、3番奏者はバスクラリネット持ち替え）
- ファゴット3（3番奏者はコントラファゴット持ち替え）
- ホルン8
- トランペット3
- トロンボーン2
- バストロンボーン1
- チューバ1
- ティンパニ
- 打楽器奏者5（吊るしシンバル、シンバル、タムタム2、トムトム5、バスドラム、スネアドラム、チューブラーベル）
- ハープ1
- チェレスタ1
- 弦五部（16-14-12-10-8型）

## 作品の概要
全3楽章。総演奏時間は約75分。循環形式を用いている。

### 第1楽章
アンダンテ・テネブローソ〜ペザンテ〜アレグロ・コン・ブリオ〜レリジオーソ〜アンダンテ・グラーヴェ〜ペザンテ。序奏を伴うソナタ形式。嬰ヘ音のオスティナートで開始され、第2楽章でも活用される動機がいくつか提示されたのち、ペザンテで第1主題が現れる。この主題がしばらく展開され、アレグロ・コン・ブリオで軽快な主題が提示されたあと、クラリネットとファゴットに、コラールの形で第2主題が提示される。この主題はアンダンテ・グラーヴェの部分で変形される。各主題部で徹底して展開が行われるため、展開部はなく、頂点で第1主題が再現され、最終的にはハ音に静かに消えてゆく。

### 第2楽章
アンダンテ〜アレグロ・フェローチェ〜アンダンテ〜レント・モルト。自由なロンド形式。第1楽章冒頭にも現れた、ホルンの上行するファンファーレ動機で開始され、クラリネットにコラール風の主題が提示される。3連符を伴う旋律や、重々しい下降音形に加えて、第1楽章の第1主題、第2主題などを引用しつつ展開し、アレグロ・フェローチェでスケルツォ風の音楽に突入する。このスケルツォは長続きせず、冒頭の音楽に回帰してゆく。レント・モルトのトロンボーンのコラールをきっかけに、再び盛り上がりを見せ、ホ短調でクライマックスを形成したのち、ホ音上に静かに終結する。

### 第3楽章
アレグロ・モルト・テンペストーソ〜アレグロ・エネルジコ〜アジタート・トリオーソ〜マエストーソ〜グランディオーソ〜レント〜アダージェット〜ノビレメンテ。自由なロンド形式。決然とした印象の音楽で開始され、第1楽章第1主題も勇壮に再現される。アジタートの頂点に向かって、闘争的な音楽と静謐な音楽との対立を見せつつ盛り上がる。マエストーソから再び長い時間をかけて盛り上がり、対位法的な展開を見せる。祈るようなレント、甘美なアダージェットを経て、「天昇のコラール」と呼ばれるマーラーの交響曲第3番を思わせるノビレメンテ部分に入る。鐘が鳴り響く中、ホ長調で高らかに終結する。

## 録音
世界初録音が、2011年4月に行われた。
- 佐村河内守『交響曲第1番』大友直人指揮、東京交響楽団。DENON、COCQ-84901。

## 書籍
同一タイトルである書籍『交響曲第1番』は、佐村河内守の自伝。曲自体の発表より早く2007年に講談社から発行された。書籍の表紙カバーには新垣隆が自筆した交響曲第1番の譜面が使われている。2013年に幻冬舎より文庫化された。文庫版の表紙デザインでは譜面は使われていない。事件の後、どちらも絶版となった。
- 佐村河内守『交響曲第一番』講談社 2007年 ISBN 978-4062139359
- 佐村河内守『交響曲第一番 闇の中の小さな光』 幻冬舎文庫 2013年 ISBN 978-4344420427